# FIFA 17
《FIFA 17》是一款以足球為題材的電子遊戲。由艺电開發，並為FIFA系列的第24部作品。遊戲於2016年9月28日於北美上市。並在2016年9月30日於全世界上市。遊戲平台為Microsoft Windows，PlayStation 4和Xbox One。遊戲除了新增更多球員外，還新增了類似NBA 2K16中的MyCAREER模式的「The Journey」模式。

## 開發
此作跟之前的作品不同，使用了寒霜引擎（即戰地風雲系列使用的引擎），能夠讓球員作出更多的情緒表現，也令畫質超越前作。遊戲的開發於2015年展開。

### 遊戲封面
遊戲封面不再以利昂内尔·梅西為封面，而是轉為經過大眾投票勝出的馬高·列奧斯。

### 手機版本
手機版本的FIFA 17從以前的FIFA Ultimate Team模式變成另外一款遊戲FIFA Mobile，遊戲和FIFA Ultimate Team模式不同，新增了換領，慢慢在低級聯賽升上高級聯賽的模式，並不能和其他玩家的球隊進行賽事。遊戲由EA Mobile開發。

## 遊玩
《FIFA 17》新增了新的指令模式，讓玩家可以在某些特定的模式中給予AI指令，例如射門，傳球等。另外新增了類似《NBA 2K16》中的MyCAREER模式的「The Journey」 模式。

### The Journey
遊戲是第一次新增單人故事模式，類似NBA 2K16中的MyCAREER模式。模式讓玩家扮演虛擬球員Alex Hunter，在英格蘭超級足球聯賽中一步一步地成為球星。在模式中，玩家球員的表現會讓教練評分並提出改善的意見。玩家在出賽時可以選擇控制球隊或Alex Hunter出賽。模式有在對話中選擇並為角色選擇性格，不同性格會影響追隨者和領隊對球員的態度。也引用了訓練模式，在遊戲中可隨意選擇遊玩的訓練模式被引入在模式中並能讓角色在訓練中的表現加強能力。但可惜之處是模式只能遊玩一個季度。

#### 故事
Alex Hunter的家族是一個以足球為生的家族。爺爺Jim Hunter在1968-69年球季中射進了22球，成為當代傳奇。父親也是足球運動員但是在Alex小時離開了他，只留下爺爺和媽媽和他一起生活。在Alex十八歲的時候，他和好友Gareth Walker，一起加入了青年軍，最後被選中到英格蘭超級足球聯賽比賽，但是後來被租借到英冠球隊，最後再回到英超。同時，Alex也要面對人生的挑戰。

### The Ultimate Team
這次遊戲新增了更多的本週最佳球隊，但是手機版本取消了Ultimate Team模式，轉由另外一款類似的遊戲－《FIFA Mobile》代替。也為球員作出不同的數值變化。並保留《FIFA 12》以來的Division模式。更允許於遊戲内付款來獲得球員。

### 女子球隊
這次遊戲保留《FIFA 16》新增的女子球隊，還新增了2個聯賽，達到14個，包括澳大利亞女子聯賽，巴西女子聯賽，加拿大女子聯賽，中國女子聯賽，英格蘭女子聯賽，法國女子聯賽，德國女子聯賽，意大利女子聯賽，墨西哥女子聯賽，荷蘭女子聯賽，挪威女子聯賽，西班牙女子聯賽，瑞典女子聯賽還有美國女子聯賽。

### 球場
這次遊戲新增了三個球場。分別是：河畔球場，市立吹田足球場，伦敦体育场。

## 評價
遊戲在IGN等媒體中獲得正面的評價，IGN給了8.4分。在GameRankings中PS4版本得到了84.20%的評價，Xbox one版本得到了82.12%的評價，
而Microsoft Windows版本得到了79.20%的評價。

## 外部連結
- 官方网站